# شهر دایناسورها (مجموعه تلویزیونی)
شهر دایناسورها (به انگلیسی: Dinotopia) یک مجموعه تلویزیونی آمریکایی به سبک خیال‌پردازی حماسی است که به عنوان دنبالهٔ مینی سریال شهر دایناسورها شناخته شد. این مجموعه برگرفته از داستان فانتزی جیمز گورنی یعنی شهر دایناسورها است. پخش این سریال ۱۳ قسمتی در فاصله ۲۸ نوامبر ۲۰۰۲ تا ۱۷ اوت ۲۰۰۳ ادامه داشت.
این سریال در پاییز ۱۳۹۲ از شبکه تماشای سیمای جمهوری اسلامی ایران پخش شد. این سریال از شبکه امید هم‌اکنون پخش می‌شود.

## داستان
دیوید و کارل اسکات که به صورت اتفاقی از جزیره شهر دایناسورها سر درآورده اند، به عنوان اعضای جدید این جامعه پذیرفته شده‌اند، اما هنوز مشکلاتی در پیش روی آنهاست…

## بازیگران
| بازیگر        | نقش          |
| ------------- | ------------ |
| شیلوه استرونگ | دیوید اسکات  |
| اریک ون دتن   | کارل اسکات   |
| جرجینا رایلنس | ماریون والدو |
| جاناتان هاید  | مایور والدو  |
| سوفی وارد     | رزماری والدو |
| لیسا زین      | لی سیج       |
| امید جلیلی    | زیپو         |
| مایکل براندون | فرانک اسکات  |